# Villa Neizert

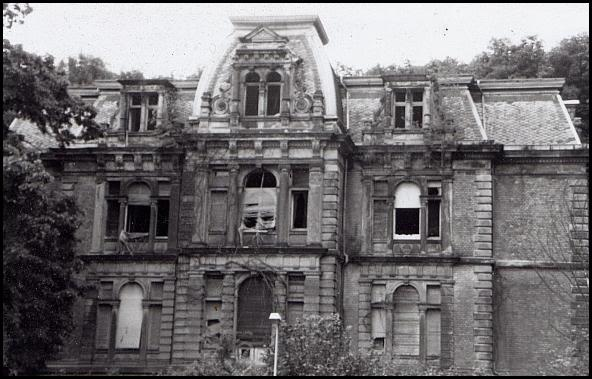
Die Villa Neizert im Jahr 2000

Die Villa Neizert, auch als Villa Rasselstein und Villa Remy bekannt, war ein repräsentatives, großbürgerliches Herrenhaus im Stil des Historismus nahe Neuwied. Es war nach einem fast 20 Jahre andauernden Rechtsstreit im Jahr 2002 abgerissen worden, obwohl es zu dieser Zeit unter Denkmalschutz stand. Dieser Rechtsstreit und der letztendliche Abriss machten das Herrenhaus auch überregional bekannt. In alternativen Medien wird die Villa Neizert gelegentlich als angebliches „Spukhaus“ erwähnt.

## Geschichte
Bauherr und ursprünglicher Besitzer war Friedrich Remy (1849–1903), der älteste Sohn des Werkseigentümers der Rasselstein-Werke, Albert Remy (1820–1895). Im Jahr 1889 ließ Friedrich gegenüber dem von ihm erweiterten Blechwalzwerk für sich und seine Familie ein Herrenhaus mit großzügiger Parkanlage errichten.
1905 bezog der Kommerzienrat Carl Neizert (1881–1932), der mit den Remys verwandt war, mit seiner Familie das Anwesen. Seitdem war das Haus unter dem Namen Villa Neizert in Neuwied bekannt. Schräg gegenüber des Vorgartens der Villa ließ Neizert für seine Frau, Anna Främbs, ein weiteres Herrenhaus bauen: die Villa Främbs.
Von 1960 bis circa 1970 nutzte die Firma Rasselstein die Villa für Verwaltungszwecke und als Labor und schließlich bis 1980 als Büro der betriebseigenen Krankenkasse. Aufgrund des Alters des Gebäudes und seiner Innenarchitektur gestalteten sich eine Modernisierung und elektrische Installation als zunehmend schwierig und die Unkosten wurden 1980 als „untragbar“ eingestuft. Noch im selben Jahr wurde die Villa verlassen und aufgegeben.

## Architektur
Die Villa wurde im Baustil des Historismus errichtet, der Architekt ist unbekannt. Im Grundbuch wird die Villa als „palastartig“ beschrieben. Gestaltungsvorbild waren Stilrichtungen wie der französische und italienische Barock und die Neorenaissance. Eine weitläufige Parkfläche mit hohen Bäumen führte zum risalitartig vortretenden Mittelbau. Große Rundfenster im ersten Stock sowie hohe Mansarddächer zeichneten das Äußere aus. Durch eine holzvertäfelte Halle mit Stuckdecke gelangte man zum dreiläufigen Treppenhaus mit Marmorsäulen und Eisengeländer. Von hier aus erschloss sich, annähernd symmetrisch, in zwei Geschossen der Wohnbereich der großbürgerlichen Bewohner. In gleicher Weise besaßen beide Seitenfronten Mittelrisalit und hohe Giebelaufbauten und waren zur Hangseite hin verlängert, so dass sich eine Art Innenhof ergab. Die beiden nach hinten verlängerten Seitenflügel zeichneten sich ebenfalls durch Mittelrisalit und hohe Dachgiebel aus. Die Außenwände waren mit gelben Verblendklinker und Naturstein-Eckquadern verkleidet. Ein ausladendes Hauptgesims mit Zahnschnitt schmückte die Fassade. Die ehemals ornament-geschmückten Dachaufbauten waren um 1960 aus unbekannten Gründen entfernt worden.

## Rechtsstreit um den Abriss 1981 bis 2002

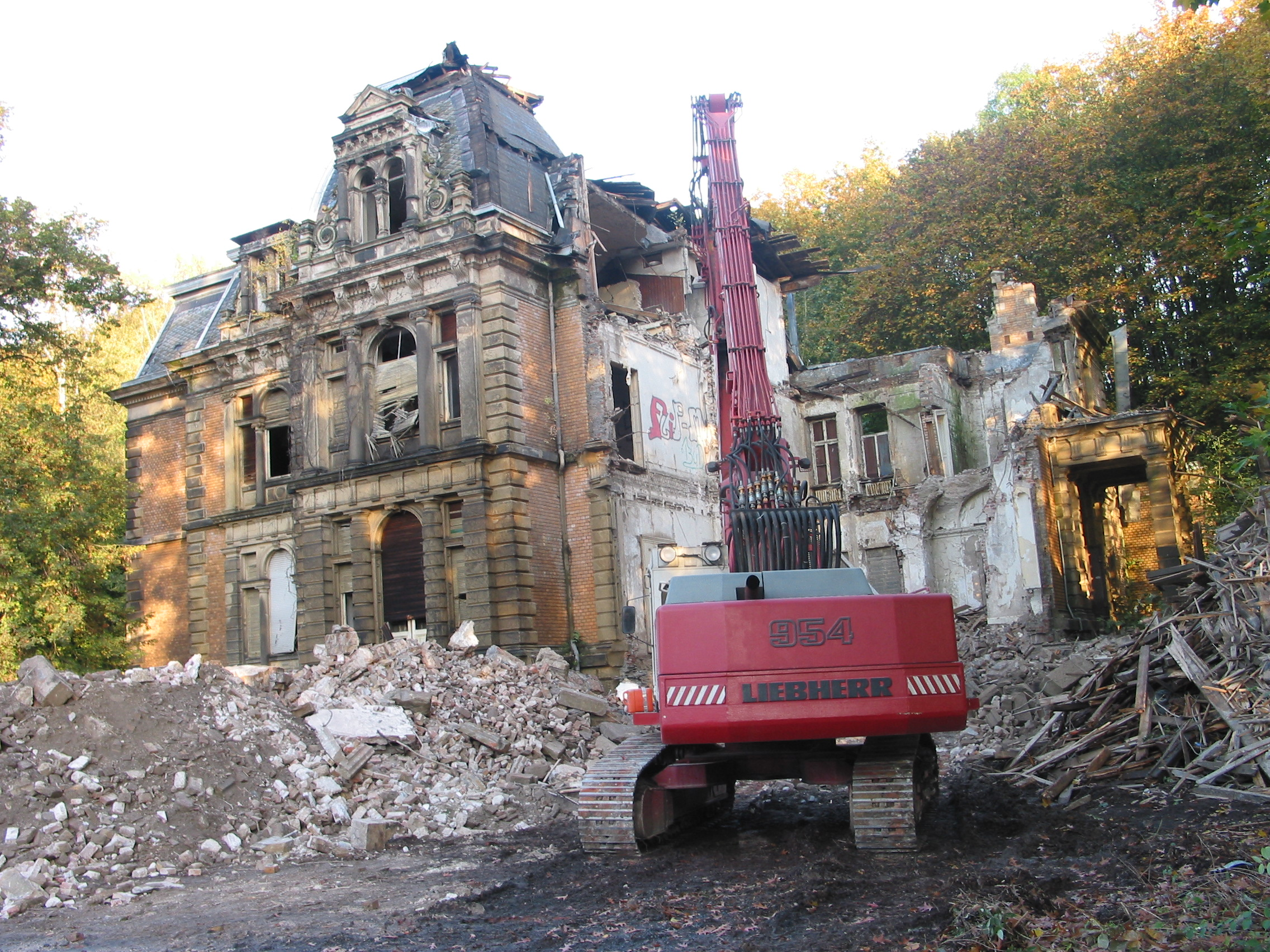
Abriss der Villa Neizert im Jahr 2002

Bereits 1981 hatte die Rasselstein GmbH (zu der Zeit noch Rasselstein AG) bei der Stadtverwaltung Neuwied die Genehmigung für den Abbruch der Villa Neizert beantragt. Als Begründung gab sie an, dass eine wirtschaftliche Nutzung nicht mehr gegeben und eine Erhaltung des Bauwerkes nicht zumutbar sei. Das Landesamt für Denkmalpflege Rheinland-Pfalz beantragte daraufhin die förmliche Feststellung als geschütztes Denkmal. Am 14. Juni 1983 wurde das Anwesen schließlich nach § 8 des rheinland-pfälzischen DSchPflG von der Kreisverwaltung als Kulturdenkmal ausgewiesen. Die Rasselstein GmbH, als Eigentümerin, legte Widerspruch ein und bekam dabei Unterstützung von dem Kreisrechtsausschuss.
Das mit dem Fall betraute Verwaltungsgericht Koblenz bestellte daraufhin Prof. Ingeborg Schild von der Rheinisch-Westfälischen Technischen Hochschule in Aachen als Fachgutachterin. Das von ihr erstellte Gutachten stellte 1985 fest, dass die Villa Neizert „aufgrund der zuvor dargelegten Spezifika ihrer Grundrisskonzeption, ihrer inneren Organisation und Ausgestaltung, ihres Baukörpers und ihrer Fassaden ein hervorragendes Zeugnis des künstlerischen Schaffens ihrer Entstehungszeit“ sei. Als einem „hervorragenden Beispiel einer Villa der Neurenaissance nach dem Leitbild französischer Schlossbaukunst der Renaissance“ bestehe an der Erhaltung und Pflege der Villa Neizert aus wissenschaftlichen und künstlerischen Gründen „ein öffentliches Interesse“.
Am 25. Juli 1985 stellte das Oberverwaltungsgericht Koblenz ein „öffentliches Interesse“ und somit eine Unterschutzstellung der Villa Neizert fest. Gegen dieses Urteil legte die Eigentümerin Berufung beim Oberverwaltungsgericht Rheinland-Pfalz ein und verwies wiederholt auf eine „finanzielle Unzumutbarkeit“ des mittlerweile baufällig gewordenen Gebäudes. Vor der Presse wurden die Kosten für eine Instandsetzung mit „mehreren Millionen Mark“ angegeben. Der Rasselstein GmbH wurde zwischenzeitlich ein „kontrollierter“ Verfall sowie mutwillige Beschädigung der Villa vorgeworfen. So verschwand bei einem Einbruch 1986 eine ganze Marmortreppe mit handgeschmiedetem Treppengeländer aus der Villa. Die Rheinzeitung vom 10. Dezember 1986 berichtete: „[…] Marmorstufen und Treppengeländer können nach Ansicht der Kriminalpolizei nur mit einem schweren Lastwagen transportiert worden sein“.
Nachdem, mit Urteil vom 3. April 1987, das Oberverwaltungsgericht Koblenz die hohe Bedeutung der Villa als Kulturdenkmal bestätigte, legte die Rasselstein GmbH wiederholt Berufung ein. Am 14. Februar 1991 setzte das Oberverwaltungsgericht Koblenz das Berufungsverfahren aus und leitete dem Bundesverfassungsgericht den Fall zu. 1993 erteilte das Landesdenkmalamt einen Zuschuss in Höhe von 100.000 DM zur Notsicherung des Daches, nachdem die Rasselstein GmbH bereits 1992 erklärt hatte, dass sie „bei unserer bisherigen Meinung verbleiben“ werde und dass „die Villa Neizert kein erhaltenswertes Denkmal ist und dass uns zumindest Wiederherstellungsaufwendungen nicht mehr zuzumuten sind“.
Das Bundesverfassungsgericht entschied 2002 zugunsten der Rasselstein GmbH und gab mit Bescheid vom 25. März 2002 das Recht das „unzumutbare“ Gebäude abzureißen. Die Rheinzeitung notierte: „Jetzt ist es endgültig: Die Villa Neizert wird abgerissen. Nach einem über 20 Jahre dauernden Streit über den möglichen Erhalt des denkmalgeschützten Hauses ist dessen Schicksal nun besiegelt.“

## Popularität
Aufgrund ihres „unheimlichen“ Äußeren sowie Erzählungen über Unglücksfälle und von „geisterhaften Erscheinungen“ wurde die Villa Neizert, unter verschiedenen Namen, in alternativen Medien und Internetforen als angebliches „Spukhaus“ bekannt und populär. Hintergrund der Erzählungen waren tragische Ereignisse innerhalb der Familien Remy und Neizert, die mit der Villa in Zusammenhang stehen. Besonders gern wird dabei das mutmaßliche Schicksal der Familie Remy hervorgehoben. Insgesamt sollen 5 Personen in dem Haus gewohnt haben: Herr und Frau Remy, die beiden Töchter, sowie eine Haushälterin. Während die Eltern auf einer wichtigen Geschäftsreise in Polen waren, brach ein verheerender Brand in dem Haus aus. Die beiden Töchter sowie die Haushälterin sollen dabei ums Leben gekommen sein. Am selben Tag habe sich in Polen ein tragischer Unfall zweier Kutschen ereignet. In der einen saß das Ehepaar Remy. Herr Remy starb bei diesem Unfall, Frau Remy kehrte zurück in die zum Teil abgebrannte Villa, überwand den Verlust ihrer Töchter und ihres Mannes jedoch nie und soll schließlich ein Jahr später gestorben sein. Angeblich sei in späteren Jahren ihr Geist in einem der Hauptfenster erschienen.